# ارفتشتات
شهر ارفتشتات در ایالت نوردراین-وستفالن در کشور آلمان واقع شده است.